# Vincenzo Grifo
Vincenzo Grifo (Pforzheim, Alemania, 7 de abril de 1993) es un futbolista italiano que  juega como delantero en el S. C. Friburgo de la 1. Bundesliga de Alemania.

## Selección nacional
Es internacional absoluto con Italia. Hizo su debut el 20 de noviembre de 2018 en un amistoso ante Estados Unidos que acabó con victoria por 1-0 para el conjunto azzurro.

## Estadísticas
| Club                                | Temporada     | Div.          | Liga  | Liga  | Liga   | Copas | Copas | Copas  | Internacional | Internacional | Internacional | Total | Total | Total  |
| Club                                | Temporada     | Div.          | Part. | Goles | Asist. | Part. | Goles | Asist. | Part.         | Goles         | Asist.        | Part. | Goles | Asist. |
| ----------------------------------- | ------------- | ------------- | ----- | ----- | ------ | ----- | ----- | ------ | ------------- | ------------- | ------------- | ----- | ----- | ------ |
| TSG 1899 Hoffenheim · Alemania      | 2012-13       | 1.ª           | 12    | 0     | 0      | 0     | 0     | 0      | -             | -             | -             | 12    | 0     | 0      |
| Dinamo Dresde · Alemania            | 2013-14       | 2.ª           | 13    | 1     | 1      | 0     | 0     | 0      | -             | -             | -             | 13    | 1     | 1      |
| Dinamo Dresde · Alemania            | Total club    | Total club    | 13    | 1     | 1      | 0     | 0     | 0      | -             | -             | -             | 13    | 1     | 1      |
| FSV Fráncfort · Alemania            | 2014-15       | 2.ª           | 33    | 7     | 7      | 2     | 0     | 1      | -             | -             | -             | 35    | 7     | 8      |
| FSV Fráncfort · Alemania            | Total club    | Total club    | 33    | 7     | 7      | 2     | 0     | 1      | -             | -             | -             | 35    | 7     | 8      |
| S. C. Friburgo · Alemania           | 2015-16       | 2.ª           | 31    | 14    | 11     | 1     | 0     | 0      | -             | -             | -             | 32    | 14    | 11     |
| S. C. Friburgo · Alemania           | 2016-17       | 1.ª           | 30    | 6     | 7      | 2     | 3     | 1      | -             | -             | -             | 32    | 9     | 8      |
| Borussia Mönchengladbach · Alemania | 2017-18       | 1.ª           | 17    | 0     | 3      | 1     | 0     | 0      | -             | -             | -             | 18    | 0     | 3      |
| Borussia Mönchengladbach · Alemania | Total club    | Total club    | 17    | 0     | 3      | 1     | 0     | 0      | -             | -             | -             | 18    | 0     | 3      |
| TSG 1899 Hoffenheim · Alemania      | 2018-19       | 1.ª           | 7     | 1     | 2      | 2     | 0     | 1      | 1             | 0             | 0             | 10    | 1     | 3      |
| S. C. Friburgo · Alemania           | 2018-19       | 1.ª           | 16    | 6     | 3      | 0     | 0     | 0      | -             | -             | -             | 16    | 6     | 3      |
| TSG 1899 Hoffenheim · Alemania      | 2019-20       | 1.ª           | 1     | 0     | 0      | 1     | 0     | 0      | -             | -             | -             | 2     | 0     | 0      |
| TSG 1899 Hoffenheim · Alemania      | Total club    | Total club    | 20    | 1     | 2      | 3     | 0     | 1      | 1             | 0             | 0             | 24    | 1     | 3      |
| S. C. Friburgo · Alemania           | 2019-20       | 1.ª           | 26    | 4     | 8      | 1     | 0     | 1      | -             | -             | -             | 27    | 4     | 9      |
| S. C. Friburgo · Alemania           | 2020-21       | 1.ª           | 31    | 9     | 10     | 2     | 0     | 0      | -             | -             | -             | 33    | 9     | 10     |
| S. C. Friburgo · Alemania           | 2021-22       | 1.ª           | 34    | 9     | 7      | 6     | 4     | 0      | -             | -             | -             | 40    | 13    | 7      |
| S. C. Friburgo · Alemania           | 2022-23       | 1.ª           | 33    | 15    | 5      | 5     | 0     | 1      | 8             | 2             | 0             | 48    | 17    | 6      |
| S. C. Friburgo · Alemania           | 2023-24       | 1.ª           | 21    | 7     | 7      | 2     | 0     | 0      | 8             | 4             | 2             | 31    | 11    | 9      |
| S. C. Friburgo · Alemania           | Total club    | Total club    | 222   | 70    | 58     | 19    | 7     | 3      | 16            | 6             | 2             | 259   | 83    | 63     |
| Total carrera                       | Total carrera | Total carrera | 301   | 77    | 70     | 25    | 7     | 5      | 15            | 6             | 2             | 343   | 90    | 77     |